# ’A’ vs. Monkey Kong
’A’ vs. Monkey Kong – drugi album studyjny zespołu A wydany 9 września 1999 w Wielkiej Brytanii.

## Lista utworów
1. "For Starters" – 2:33
2. "Monkey Kong" – 3:45
3. "A" – 3:31
4. "Old Folks" – 3:55
5. "Hopper Jonnus Fang" – 4:32
6. "Summer On The Underground" – 4:52
7. "Warning" – 1:41
8. "If It Ain’t Broke, Fix It Anyway" – 2:23
9. "I Love Lake Tahoe" – 3:56
10. "Don't Be Punks" – 0:52
11. "Down On The Floor" – 3:46
12. "Jason's Addiction" – 5:36
13. "Miles Away" – 3:24
14. "Getting Around" – 5:37

### Wersja Amerykańska
Na wersji amerykańskiej ukazały się 3 dodatkowe utwory :
1. "She Said" – 3:41
2. "One Day" – 3:36
3. "If it Ain’t Broke" (Live) – 2:31

## Single
- A vs. Lake Tahoe (I Love Lake Tahoe)

- CD1:

1. "I Love Lake Tahoe" – 3:26 (Radio Edit)
2. "I Love Lake Tahoe" – 3:57
3. "Monkey Kong Jr." – 3:11

- CD2:

1. "I Love Lake Tahoe" – 3:11
2. "Turn It Down" – 1:20
3. "Old Folks" – 3:57
4. "Old Folks" (Video)

- "Old Folks"
- "Summer On The Underground"
- "Monkey Kong"
- "A"